# اینفورم‌آی‌تی
اینفورم‌آی‌تی یک فروشنده آنلاین کتاب از چندین ناشر مختلف است و همچنین ناشر الکترونیکی مطالب آموزشی و مطالب مرتبط با فناوری نیز هست. اینفورم‌آی‌تی زیرمجموعه‌ای از پیرسون ایدیوکشن است.